# Pellio Intelvi
Pellio Intelvi – miejscowość i gmina we Włoszech, w regionie Lombardia, w prowincji Como.
Według danych na rok 2004 gminę zamieszkiwało 871 osób, 87,1 os./km².
1 stycznia 2017 gmina została zlikwidowana.